# Heterogenit
Heterogenit är ett mineral, en oxidhydrat av kobolt med den kemiska sammansättningen CoO(OH). Det är det vanligaste oxiderade koboltmineralet i Katangas kopparbälte, en region i Demokratiska republiken Kongo.Cirka 70 procent av den kända heterogeniten finns i DRC.
Namnet heterogenit kom från grekiskan, "av annat slag", eftersom mineralet skiljer sig i sammansättning från liknande mineraler. Dess bildning är sannolikt relaterad till vittringen av karrollit (CuCo2S4). I naturen finns det samexisterande med andra mineraler som smaltit, farmakosiderit, kalcit, linneit, sfärokoboltit, malakit och kurit.

## Sammansättning
Heterogenit har en genomsnittlig halt på 64,1 procent kobolt, en av de med högsta andelen bland kobolthaltiga mineraler.
I likhet med de flesta oxihydroxider fungerar heterogenit som en kemisk "svamp", som fångar många spårämnen som nickel, zink, vanadin, arsenik, molybden och bly. Bland dessa spårämnen finns också uran, vars koncentration i mineralet kan vara så hög som några procent.
Heterogenit innehåller kobolt i både Co2+ och Co3+ oxidationstillstånd.

## Förekomst
Heterogenit bildas genom oxidation av koboltsulfider och ackumuleras som restavlagringar under en pliocen väderhändelse. Många studier visar att heterogenit bildades under oxiderande förhållanden under markytan. På flera platser har primära sulfider oxiderats på grund av ytvittring ner till cirka 100 meter under markytan, vilket resulterat i betydande koboltanrikning och omvandling till oxidiska malmmineraler, såsom heterogenit.

## Behandling
Den vanligaste koncentrationstekniken för behandling av heterogenit är ytsulfidering följt av flotation. Sulfidering kräver vanligtvis natriumsulfid (Na2S), ammoniumsulfid (NH4)2S) eller natriumsulfydrat (NaSH) för att göra heterogenit lämplig för uppsamling med samlare av sulfydryltyp.